# Susan Sentance
Susan Sentance est une informaticienne britannique, éducatrice et directrice de la Fondation Raspberry Pi au Computing Education Research Center de l'Université de Cambridge. Ses recherches portent sur un large éventail de questions liées à l'enseignement de l'informatique, à la formation des enseignants et à la Formation professionnelle de ceux qui enseignent l'informatique,. En 2020, elle reçoit un prix Suffrage Science pour son travail sur l'enseignement de l'informatique.

## Jeunesse et éducation
Susan Sentance étudie l'Intelligence artificielle (IA) et les technologies de l'information (TI) à l'Université d'Édimbourg où elle obtient une maîtrise ès sciences en 1989 suivie d'un doctorat en 1993 sur l'apprentissage intelligent des langues assisté par ordinateur (ICALL) supervisé par Helen Pain et Elisabet Engdahl.

## Carrière et recherche
En 2014, elle rejoint le King's College de Londres en tant que chargé de cours en enseignement de l'informatique. Elle siège au groupe consultatif sur l'enseignement informatique de la Royal Society en 2016, avec lequel elle étudie l'enseignement de l'informatique au Royaume-Uni. Elle participe à l'évaluation de .NET Gadgeteer et de micro:bit,.
Elle rejoint la Fondation Raspberry Pi en 2018 en tant que directrice de l'apprentissage, où elle supervise un programme informatique sur la disparité entre les sexes qui vise à améliorer la représentation des filles dans les cours d'informatique. Elle siège au conseil d'administration de Computing at School (CAS),. Elle collabore avec le National Center for Computing Education (NCCE) et rejoint le Département d'informatique et de technologie de l'Université de Cambridge en 2021.
Avec Erik Barendsen et Carsten Schulte, elle édite le livre Computer Science Education: Perspectives on Teaching and Learning in School.
En 2017, elle reçoit le Prix de l'engagement public et de l'impact de la British Educational Research Association (BERA) et en 2020 le Suffrage Science Award pour ses travaux sur l'enseignement de l'informatique,,.